# Корк кодирање
Корк (такође познато и као T1 или EC) кодирање је кодирање знакова које се користи за кодирање глифова у фонтовима. Име је добило по граду Корк у Ирској, где је током конференције TeX Users Group (TUG) која је одржана 1990. године уведено ново кодирање за  LaTeX. Садржи 256 знакова који подржавају већину западноевропских и источноевропских језика са латиничним писмом.

## Детаљи
У 8-битним TeX машинама кодирање фонтова мора да се поклапа са обрасцима цртица где се ово кодирање најчешће користи. LaTeX дозвољава прелазак на ово кодирање са \usepackage[T1]{fontenc}, док је у ConTeXt MkII ово већ подразумевано кодирање. Код савремених машина као што су XeTeX и LuaTeX у потпуности je подржан Unicode стандард, док су 8-битна кодирања фонтова застарела.

## Скуп знакова
|    | 0      | 1      | 2      | 3      | 4      | 5      | 6      | 7         | 8      | 9      | A      | B      | C      | D      | E      | F       |
| 0x | ` 0060 | ´ 00B4 | ˆ 02C6 | ˜ 02DC | ¨ 00A8 | ˝ 02DD | ˚ 02DA | ˇ 02C7    | ˘ 02D8 | ¯ 00AF | ˙ 02D9 | ¸ 00B8 | ˛ 02DB | ‚ 201A | ‹ 2039 | › 203A  |
| 1x | “ 201C | ” 201D | „ 201E | « 00AB | » 00BB | – 2013 | — 2014 | ZWSP 200B | ₀ 2080 | ı 0131 | ȷ 0237 | ﬀ FB00 | ﬁ FB01 | ﬂ FB02 | ﬃ FB03 | ﬄ FB04  |
| 2x | SP     | !      | "      | #      | $      | %      | &      | ’ 2019    | (      | )      | *      | +      | ,      | -      | .      | /       |
| 3x | 0      | 1      | 2      | 3      | 4      | 5      | 6      | 7         | 8      | 9      | :      | ;      | <      | =      | >      | ?       |
| 4x | @      | A      | B      | C      | D      | E      | F      | G         | H      | I      | J      | K      | L      | M      | N      | O       |
| 5x | P      | Q      | R      | S      | T      | U      | V      | W         | X      | Y      | Z      | [      | \      | ]      | ^      | _       |
| 6x | ‘ 2018 | a      | b      | c      | d      | e      | f      | g         | h      | i      | j      | k      | l      | m      | n      | o       |
| 7x | p      | q      | r      | s      | t      | u      | v      | w         | x      | y      | z      | {      | \|     | }      | ~      | SHY     |
| 8x | Ă 0102 | Ą 0104 | Ć 0106 | Č 010C | Ď 010E | Ě 011A | Ę 0118 | Ğ 011E    | Ĺ 0139 | Ľ 013D | Ł 0141 | Ń 0143 | Ň 0147 | Ŋ 014A | Ő 0150 | Ŕ 0154  |
| 9x | Ř 0158 | Ś 015A | Š 0160 | Ş 015E | Ť 0164 | Ţ 0162 | Ű 0170 | Ů 016E    | Ÿ 0178 | Ź 0179 | Ž 017D | Ż 017B | Ĳ 0132 | İ 0130 | đ 0111 | § 00A7  |
| Ax | ă 0103 | ą 0105 | ć 0107 | č 010D | ď 010F | ě 011B | ę 0119 | ğ 011F    | ĺ 013A | ľ 013E | ł 0142 | ń 0144 | ň 0148 | ŋ 014B | ő 0151 | ŕ 0155  |
| Bx | ř 0159 | ś 015B | š 0161 | ş 015F | ť 0165 | ţ 0163 | ű 0171 | ů 016F    | ÿ 00FF | ź 017A | ž 017E | ż 017C | ĳ 0133 | ¡ 00A1 | ¿ 00BF | £ 00A3  |
| Cx | À      | Á      | Â      | Ã      | Ä      | Å      | Æ      | Ç         | È      | É      | Ê      | Ë      | Ì      | Í      | Î      | Ï       |
| Dx | Ð      | Ñ      | Ò      | Ó      | Ô      | Õ      | Ö      | Œ 0152    | Ø      | Ù      | Ú      | Û      | Ü      | Ý      | Þ      | SS 1E9E |
| Ex | à      | á      | â      | ã      | ä      | å      | æ      | ç         | è      | é      | ê      | ë      | ì      | í      | î      | ï       |
| Fx | ð      | ñ      | ò      | ó      | ô      | õ      | ö      | œ 0153    | ø      | ù      | ú      | û      | ü      | ý      | þ      | ß 00DF  |

## Белешке
- Хексадецималне вредности испод знакова у табели су Unicode знаковни кôдови.
- Првих 12 знакова се често користи као комбинујући карактери.

1. ↑  0x17 је у Корк кодирању знак назван “compound word mark” (CWM — “сложена ознака речи”) и представља иновацију овог стандарда. То је невидљиви знак који раздваја сложене речи, на пример на немачком, како би се онемогућиле естетске лигатуре на границама сложенице.'"`UNIQ--ref-00000000-QINU`"' Мапиран је у Unicode као “zero-width space” (ZWSP, U+200B), дефинисан отприлике у исто време, чија је намена слична, ако не и идентична.
2. ↑  0x18 је „мало о“, које се користи за компоновање ‰ или ‱ (или произвољних мањих количина) од знака процента (%).'"`UNIQ--ref-00000002-QINU`"'
3. 1 2  Dotless i и dotless j могу се користити за састављање акцентованих варијанти као што је i with macron (ī).
4. ↑  0x7F је знак цртице, а не soft hyphen (SHY) како је дефинисано од Unicode.
5. ↑  0xD0 користи се и као Eth (Ð, U+00D0) и као D са цртицом (Đ, U+0110) што може бити проблем у неким приликама (као што је копирање текста из PDF, стављање цртица, ...)
6. ↑  0xDF садржи SS (два слова S). Омогућава да TeX аутоматски конвертује немачка мала слова ß у велика слова.

## Подржани језици
Кодирање подржава већину европских језика написаних латиничним писмом. Значајни изузеци су:
- Есперанто и Малтешки језик (коришчењем IL3)
- Летонски језик и Литвански језик (коришчењем L7X)
- Велшки језик

Језици са благо неоптималном подршком укључују:
- Галисијски језик, Португалски језик и Шпански језик – због недостатка знакова ª и º, који нису суперскрипт верзије малих слова "a" и "o" (наднаслови су тањи) а често су подвучени
- Хрватски језик, Бошњачки језик, Српски језик – због заједничког коришћења слота за Đ
- Турски језик – због без тачке i постоје различите комбинације великих и малих слова него у другим језицима